# Albolote
Albolote je město nacházející se v autonomním společenství Andalusie, v provincii Granada, ve Španělsku. Žije zde přibližně 20 tisíc obyvatel.
Dne 19. dubna 1956 Albolote a sousední město Atarfe zastihlo zemětřesení o síle 5,0 MMS. Při zemětřesení a následných se sesuvech půdy zahynulo 10 lidí a mnoho budov bylo zničeno. 

## Partnerská města
- Guaynabo, Portoriko